# 달성 용연사 극락전
달성 용연사 극락전(達城 龍淵寺 極樂殿)은 대한민국 대구광역시 달성군 옥포읍 용연사에 있는 조선시대의 건축물이다. 1995년 5월 12일 대구광역시의 유형문화재 제41호로 지정되었다.

## 개요
비슬산 용연사는 통일신라 신덕왕 원년(912)에 보양국사가 처음 지었다고 전한다. 조선 세종 1년(1419)에 천일대사가 다시 지었고, 임진왜란으로 불탄 것을 여러 해에 걸쳐 다시 지었다. 이렇게 지어진 건물은 200여 칸이 넘고 승려도 500여 명이나 되는 큰 절이었다고 한다.
아미타불을 모신 극락전은 영조 4년(1728)에 다시 지었다. 앞면 3칸·옆면 3칸의 규모이며, 지붕 옆면이 사람 인(人)자 모양인 간결한 맞배지붕집이다. 지붕처마를 받치면서 장식을 겸하는 공포는 기둥 위와 기둥 사이에도 배치된 다포 양식으로 조선 후기 건축 양식을 잘 보존하고 있는 건물이다.

## 참고 자료
- 달성 용연사 극락전 - 국가유산청 국가유산포털